# ووجیمیش چووک
ووجیمیش چووک (لهستانی: Włodzimierz Ciołek؛ زادهٔ ۲۴ مارس ۱۹۵۶) بازیکن فوتبال اهل لهستان بود.
وی همچنین در تیم ملی فوتبال لهستان بازی کرده‌است.